# 기데라 고이치
기데라 고이치(일본어: 木寺 浩一, 1972년 4월 4일 ~ )는 일본의 전 축구 선수이다.

## 구단 경력
과거 교토 퍼플 상가, 알비렉스 니가타, 산프레체 히로시마, 츠바이겐 가나자와에서 활동하였다.